# Sable (jogo eletrônico)
Sable é um videogame de exploração de mundo aberto desenvolvido pela Shedworks e publicado pela Raw Fury. Foi lançado em 23 de setembro de 2021, para Microsoft Windows, Xbox One e Xbox Series X/S, e lançado no PlayStation 5 em 29 de novembro de 2022.
Os jogadores controlam Sable, uma jovem garota que embarca em um rito de passagem para a maioridade: uma busca por uma máscara apropriada e o retorno ao seu clã nômade. Explorando o planeta deserto em ruínas de Midden, Sable encontra vários personagens que a ajudam a encontrar seu lugar no mundo, além de lhe dar várias tarefas que geralmente envolvem resolver quebra-cabeças e plataformas através de formações rochosas ou ruínas antigas.

## Jogabilidade
Sable é um videogame de exploração de mundo aberto, no qual o jogador pode vagar e se aventurar de forma não linear. O jogo não tem combate ou enredo definido, já que a narrativa é explorada por meio de diálogos com NPCs e pistas ambientais, como vestígios de uma civilização antiga deixados à interpretação. Ele enfatiza a resolução de quebra-cabeças simples e a descoberta, atravessando dunas de areia e ruínas. A mecânica de plataforma é colocada em prática por meio de um medidor de resistência que permite correr e escalar, bem como a capacidade de planar no ar.
Partes do jogo são personalizáveis, como a hoverbike e as roupas de Sable, incluindo as máscaras baseadas na história. Tanto as peças da hoverbike quanto os itens de vestuário podem ser adquiridos simplesmente explorando o mundo do jogo ou completando missões dadas por uma série de personagens, que geralmente giram em torno da coleta de pequenos materiais, como insetos ou frutas. Embora as roupas sejam puramente cosméticas, com exceção de algumas máscaras, diferentes partes da hoverbike afetam a maneira como o jogador atravessa o mundo de Midden, com diferentes partes oferecendo vários graus de manobrabilidade, aceleração e velocidade máxima.

## Desenvolvimento
Daniel Fineberg e Gregorios Kythreotis começaram o desenvolvimento de Sable em 2017, trabalhando em um galpão pertencente aos pais deste último. A equipe de desenvolvimento independente de duas pessoas é conhecida como Shedworks. A escritora Meg Jayanth também contribuiu para o jogo, enquanto a cantora e compositora americana Michelle Zauner, usando o nome de sua banda Japanese Breakfast, forneceu a trilha sonora do jogo.
O conceito do jogo veio do planeta Jakku em Star Wars: The Force Awakens. Seu estilo de arte foi inspirado nas obras de ficção científica de Jean Giraud, também conhecido como Mœbius. O jogo também foi inspirado em Breath of the Wild, da série The Legend of Zelda. Cada um dos ambientes do jogo é feito à mão. Um extenso livro de arte intitulado Sable Design Works foi publicado pela Lost in Cult em 2024.
O jogo estreou na E3 2018 PC Gaming Show, onde foi indicado como Melhor Jogo Independente. Originalmente programado para 2019, o jogo foi adiado duas vezes para um lançamento em 2021. Seu lançamento foi apoiado pela Raw Fury e ela Microsoft. O jogo foi exibido no Festival de Cinema de Tribeca de 2021, onde competiu pelo prêmio inaugural Tribeca Games.

## Recepção

### Recepção crítica
Sable recebeu críticas "geralmente favoráveis" a "mistas ou médias", de acordo com o agregador de críticas Metacritic.
Jonathan Peltz, escrevendo para a Wired, elogiou o jogo como "[...] lindo e infinitamente GIF-ável". Alice Bell, do Rock Paper Shotgun, creditou ao jogo por parecer "[...] fabuloso ao vivo" e por conseguir atender às expectativas estéticas definidas pelos trailers e conteúdo provocado. No entanto, ela criticou o jogo por uma série de pequenas irritações, incluindo mecânica de direção desajeitada e navegação difícil, comparando-as aos incômodos causados por grãos de areia na realidade. Tomas Franzese, da Inverse, elogiou o jogo por suas qualidades relaxantes. OWashington Post gostou da abordagem do jogo para o pós-jogo, dizendo que ele adotou "uma das abordagens mais descontraídas para um final de jogo que já vi em um jogo de mundo aberto".
Natalie Clayton, da PC Gamerm gostou dos vários pontos de interesse espalhados pelo mundo, descrevendo-os como "enigmáticos" e "memoráveis". A GameSpot elogiou a escrita do título, elogiando especialmente como ele ajudou a normalizar os personagens, "A escrita também é um ponto forte, principalmente porque é relativamente discreta. Esses personagens são apenas pessoas comuns vivendo suas vidas, e isso se reflete em seus diálogos pessoais". A Game Informer gostou do conteúdo secundário do jogo, observando como ele criou "variedade narrativa" e fez uso de partes inexploradas do mapa. O The Guardian sentiu que a natureza aberta do mundo e da narrativa de Sable ajudou a diferenciá-lo de outros jogos de mundo aberto, dizendo que "há pontos de interesse sussurrados, mas não há uma lista de tarefas cansativa e, como tal, sua jornada e destino são únicos e maravilhosamente pessoais".

### Prêmios e reconhecimentos
Sable foi indicado ao prêmio de "Melhor Jogo Indie de Estreia" no The Game Awards 2021, ao mesmo tempo em que recebeu indicações para as categorias de "Melhor Áudio" e "Melhor Jogo Indie" do Golden Joystick Awards 2021. A Academia de Artes e Ciências Interativas nomeou Sable para "Conquista Excepcional para um Jogo Independente" no 25º Prêmio Anual DICE. Sable também foi eleito a Melhor Narrativa de 2021 da PC Gamer.

## Adaptação potencial
Em outubro de 2021, a Raw Fury anunciou que havia fechado um acordo de primeira vista com a dj2 Entertainment para desenvolver adaptações de jogos como Sable, Night Call e Mosaic para cinema e televisão.

## Trilha sonora
| Críticas profissionais | Críticas profissionais |
| Pontuações agregadas   | Pontuações agregadas   |
| Fonte                  | Avaliação              |
| ---------------------- | ---------------------- |
| AllMusic               | [ 35 ]                 |
| Pitchfork              | 7.5/10                 |
| Avaliações da crítica  |                        |
| Fonte                  | Avaliação              |

Sable (Original Video Game Soundtrack) é um álbum de trilha sonora da banda americana de Indie rock Japanese Breakfast para o videogame Sable de 2021. Foi lançado digitalmente pela Sony Masterworks e Dead Oceans em 24 de setembro de 2021, com cópias em CD lançadas em 29 de outubro de 2021 e vinil com lançamento previsto para 1 de abril de 2022. O álbum foi precedido pelo single "Glider" em 27 de agosto de 2021.
Michelle Zauner, vocalista e compositora da banda, foi contatada diretamente por Fineberg para compor a trilha sonora, pois ele sabia que ela gostava de videogames. Zauner começou a escrever a trilha sonora com arte conceitual e algumas descrições escritas de lugares no jogo para inspiração e orientação. Os desenvolvedores do jogo procuraram alguém que nunca tivesse composto uma trilha sonora de videogame na esperança de evitar convenções estilísticas associadas à pontuação de jogos. Zauner chamou a música "Better the Mask", escrita para o jogo, de sua "música favorita [que ela] já escreveu como artista".

### Composição
A trilha sonora de Sable consiste principalmente de canções pop ambientais com "instrumentais inspirados na new age que evocam muito bem as paisagens ambientais e os estados de espírito do jogo". Combina sintetizadores, guitarras e percussão digital e analógica para criar "paisagens sonoras texturizadas e profundamente envolventes". "Glider" e "Better the Mask" são duas canções indie pop tradicionais, sendo a última inspirada na música de cantores e compositores dos anos 1970. A pontuação é baseada principalmente na localização, com diferentes trilhas diferenciando o ciclo do jogo de noite e dia.

### Recepção crítica
Matt Collar, da AllMusic, disse que o álbum "evoca o lirismo pungente de uma trilha sonora de anime de Hayao Miyazaki" e elogiou a "habilidade de Zauner de traduzir emoções cinematográficas de olhos arregalados em magia pop". O escritor da Pitchfork, Zhenzhen Yu, chamou a trilha sonora de "não tanto um álbum, mas o sistema nervoso de uma narrativa" e disse que seria "melhor vivenciada junto com o ato físico de exploração no jogo".

### Gráficos
| Chart (2022)                                   | Posição de pico |
| ---------------------------------------------- | --------------- |
| Maiores vendas de álbuns nos EUA (Billboard)   | 81              |
| Álbuns de trilhas sonoras do Reino Unido (OCC) | 7               |